# Elvis Abbruscato
Elvis Abbruscato (ur. 14 kwietnia 1981 w Reggio nell’Emilia) – włoski piłkarz grający na pozycji napastnika.
W barwach Torino FC, Chievo oraz Pescary rozegrał łącznie 79 spotkań i zdobył 8 bramek w Serie A.